# Lobularia maritima

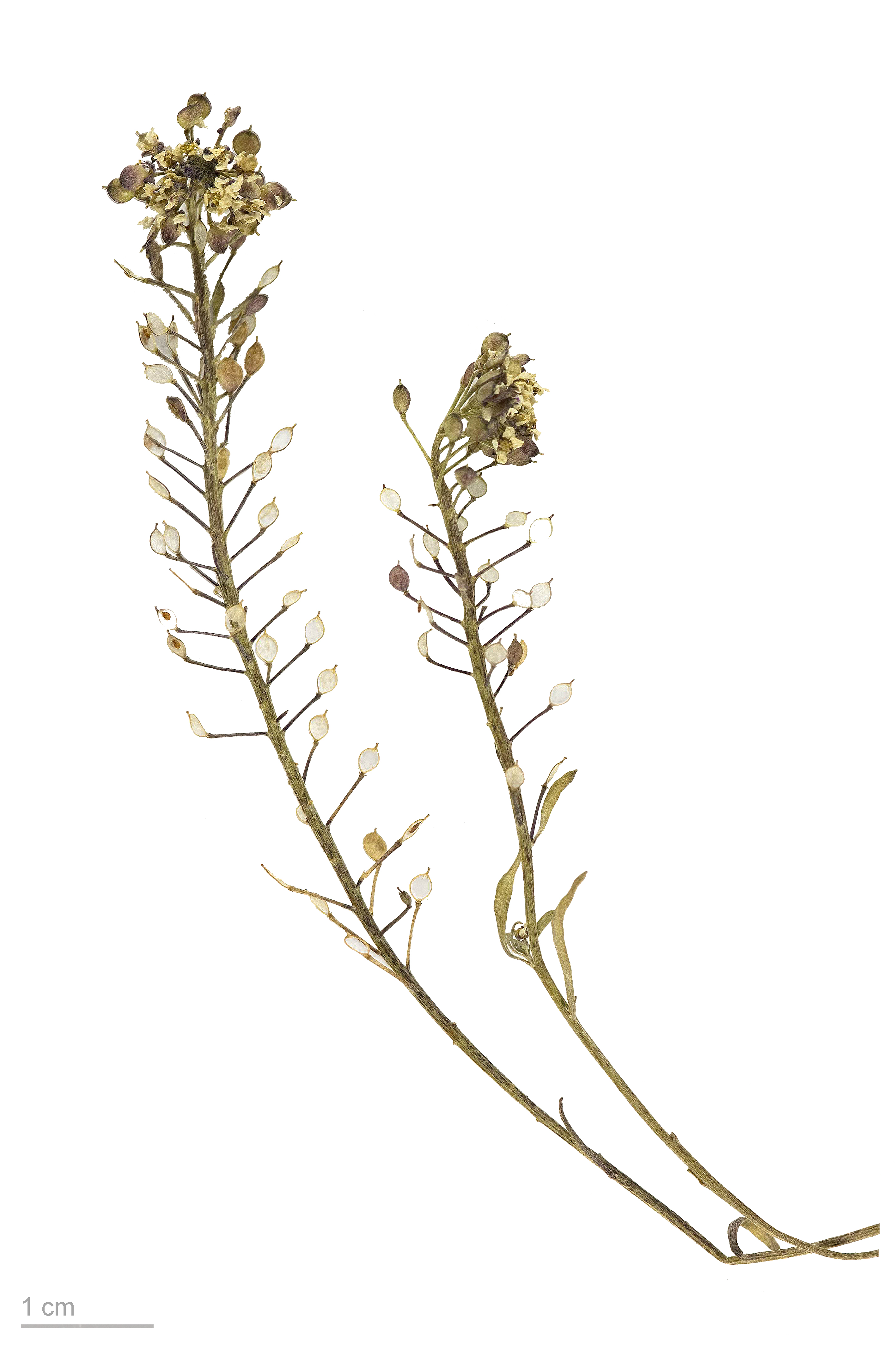
Lobularia maritima

Lobularia maritima (L.) Desv. è una pianta erbacea, appartenente alla famiglia delle Brassicaceae.

## Descrizione
Pianta compatta.
L'altezza raggiunge i 25 cm.
Fiorisce per tutta l´estate senza interruzione sopportando bene le alte temperature.

## Distribuzione e habitat
Area mediterranea.

## Tassonomia
La famiglia delle Brassicaceae (assieme alle Asteraceae) è una delle più numerose delle Angiosperme con circa 350 generi e 3000 specie, diffusa principalmente nella fascia temperata e fredda del nostro globo. Il genere Lobularia è tipico della zona del Mediterraneo.

Il Sistema Cronquist assegna la famiglia delle Brassicaceae all'ordine Capparales mentre la moderna classificazione APG la colloca nell'ordine delle Brassicales. Sempre in base alla classificazione APG sono cambiati anche i livelli superiori (vedi tabella a destra).

### Sinonimi
La specie di questa scheda ha avuto nel tempo diverse nomenclature. Una possibile fonte di confusione è data dalle vecchie classificazioni nelle quali la pianta era nota come  Alyssum maritimun Lam. In effetti, nelle vecchie classificazioni le specie dell'attuale genere Lobularia appartenevano al genere Alyssum (genere sempre appartenente alla famiglia delle Brassicaceae).
L'elenco che segue indica alcuni tra i sinonimi più frequenti:
- Alyssum maritimum f. argentatum Font Quer
- Alyssum maritimum f. crassifolium Font Quer
- Alyssum maritimum f. densiflorum (Lange) Briq.
- Alyssum maritimum f. densiflorum (Lange) Samp.
- Alyssum maritimum f. virescens Font Quer
- Alyssum maritimum var. densiflorum (Lange) Rouy & Foucaud
- Alyssum maritimum var. genuinum Rouy & Foucaud
- Alyssum maritimum var. lepidoides Ball
- Alyssum maritimum var. macrophyllum Pau
- Alyssum maritimum (L.) Lam.
- Alyssum murcicum Sennen
- Alyssum odoratum hort.
- Alyssum strigulosum (Kuntze) Amo
- Clypeola maritima L.
- Koniga maritima var. densiflora (Lange) Rouy
- Koniga maritima var. genuina Rouy
- Koniga maritima var. strigulosa (Kuntze) Rouy
- Koniga maritima (L.) R. Br. in Denham & Clapperton
- Koniga strigulosa (Kuntze) Nyman
- Lobularia maritima f. densiflora (Lange) Maire
- Lobularia maritima subsp. columbretensis R. Fern.
- Lobularia maritima (L.) Desv. subsp. maritima (L.) Desv.
- Lobularia maritima var. densiflora Lange
- Lobularia strigulosa (Kuntze) Willk. in Willk. & Lange
- Ptilotrichum strigulosum Kunze

## Coltivazione
Pianta perenne, si semina direttamente nel terreno, germinazione entro 10-15 giorni. Richiede esposizioni soleggiate.

## Galleria d'immagini

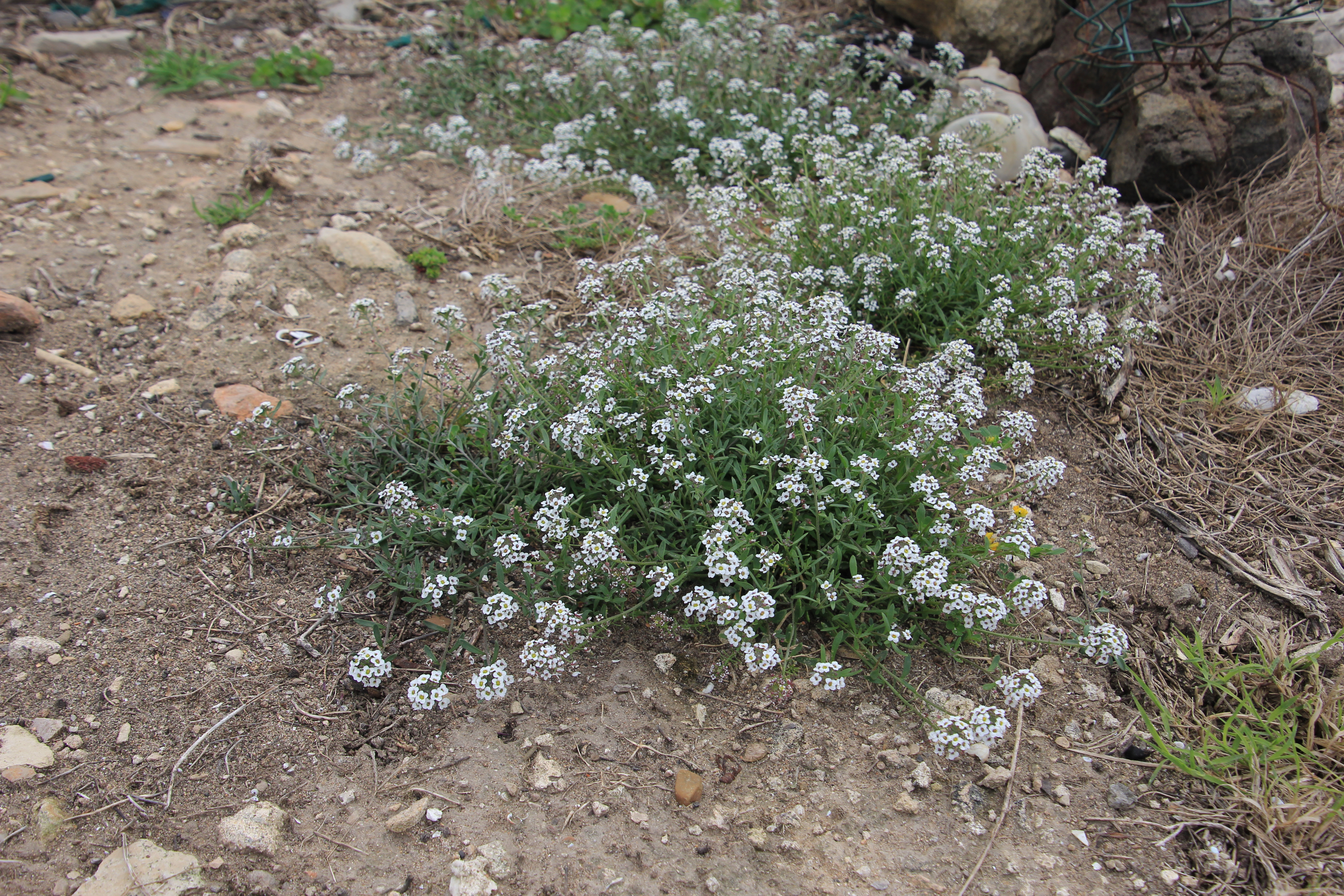
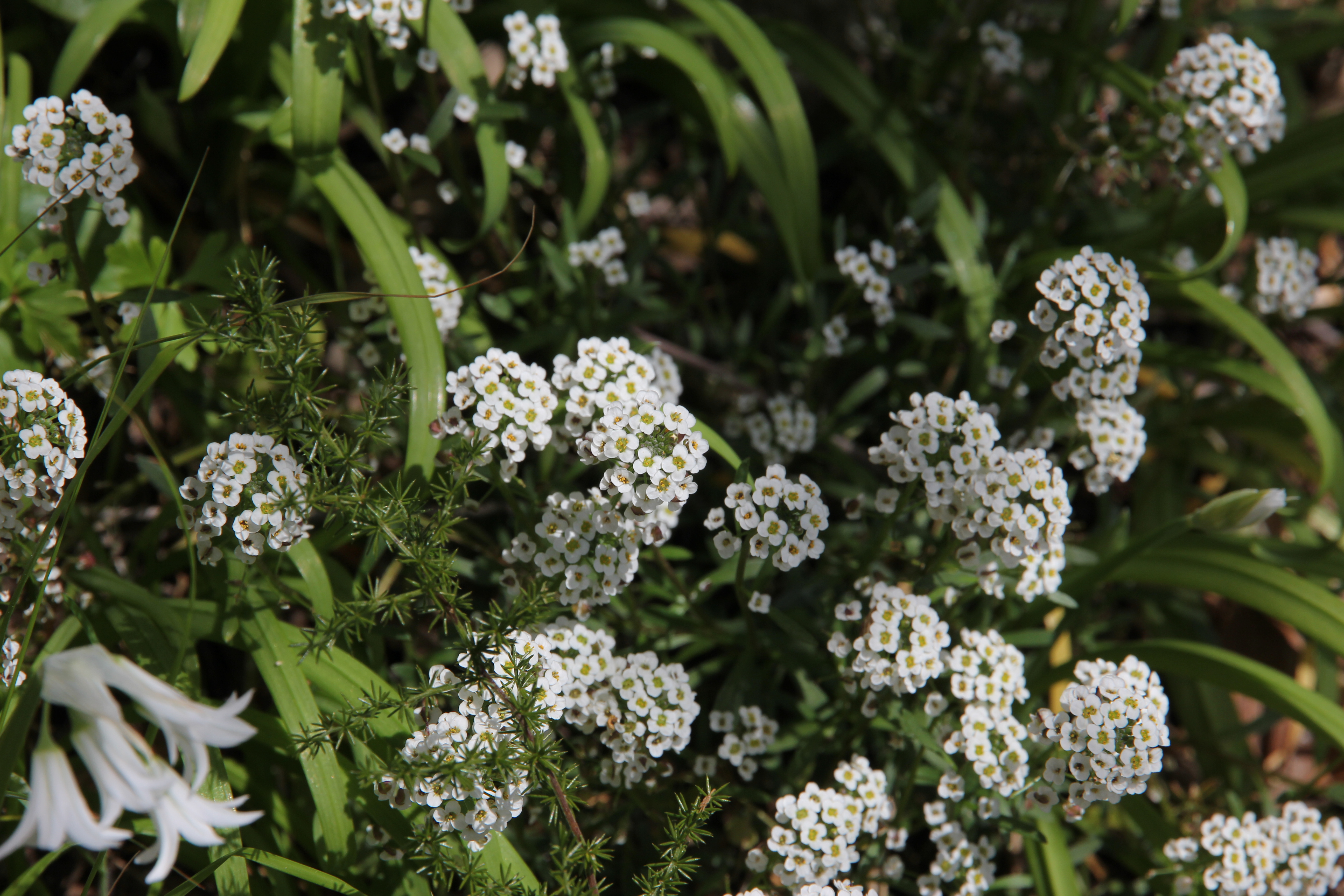
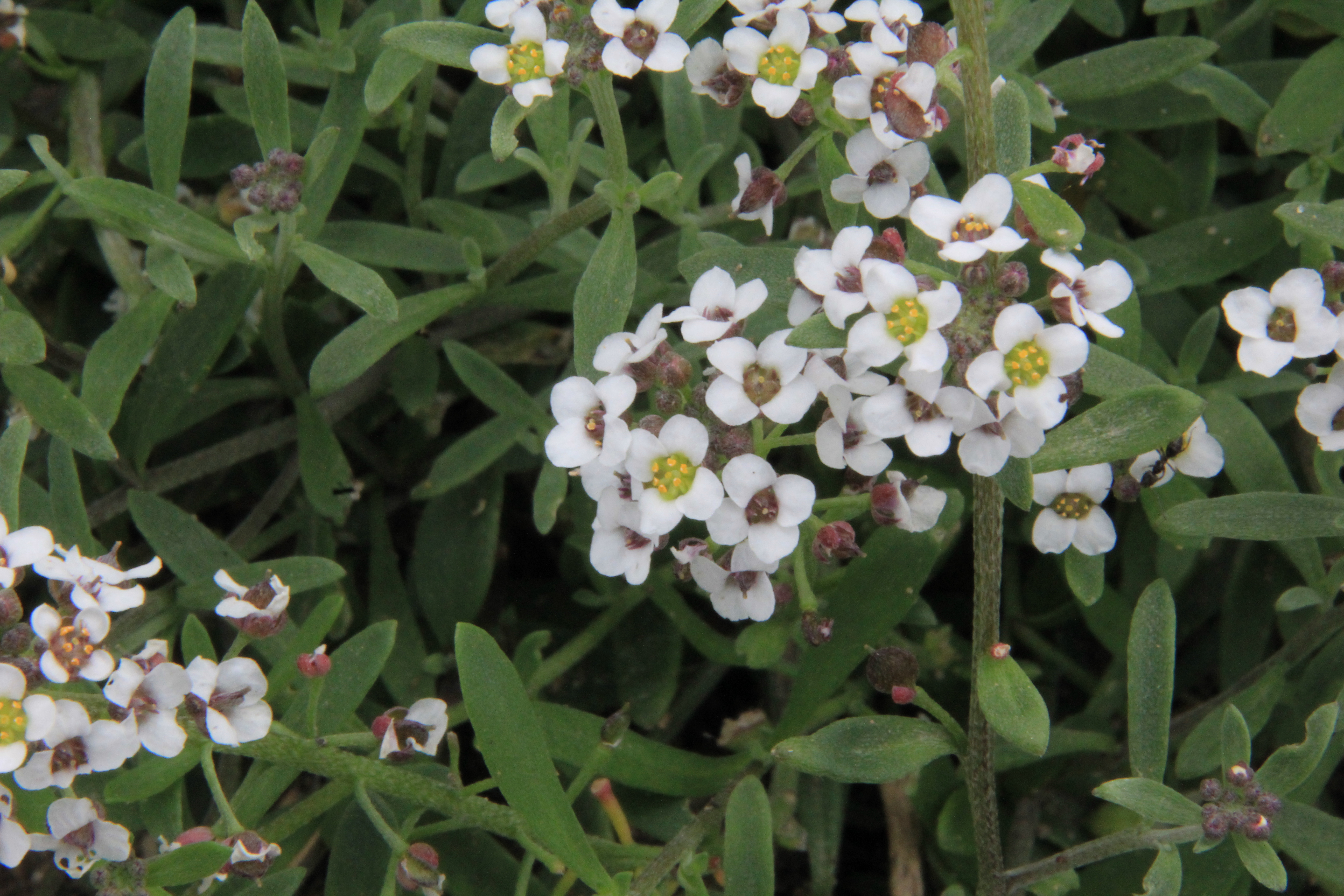
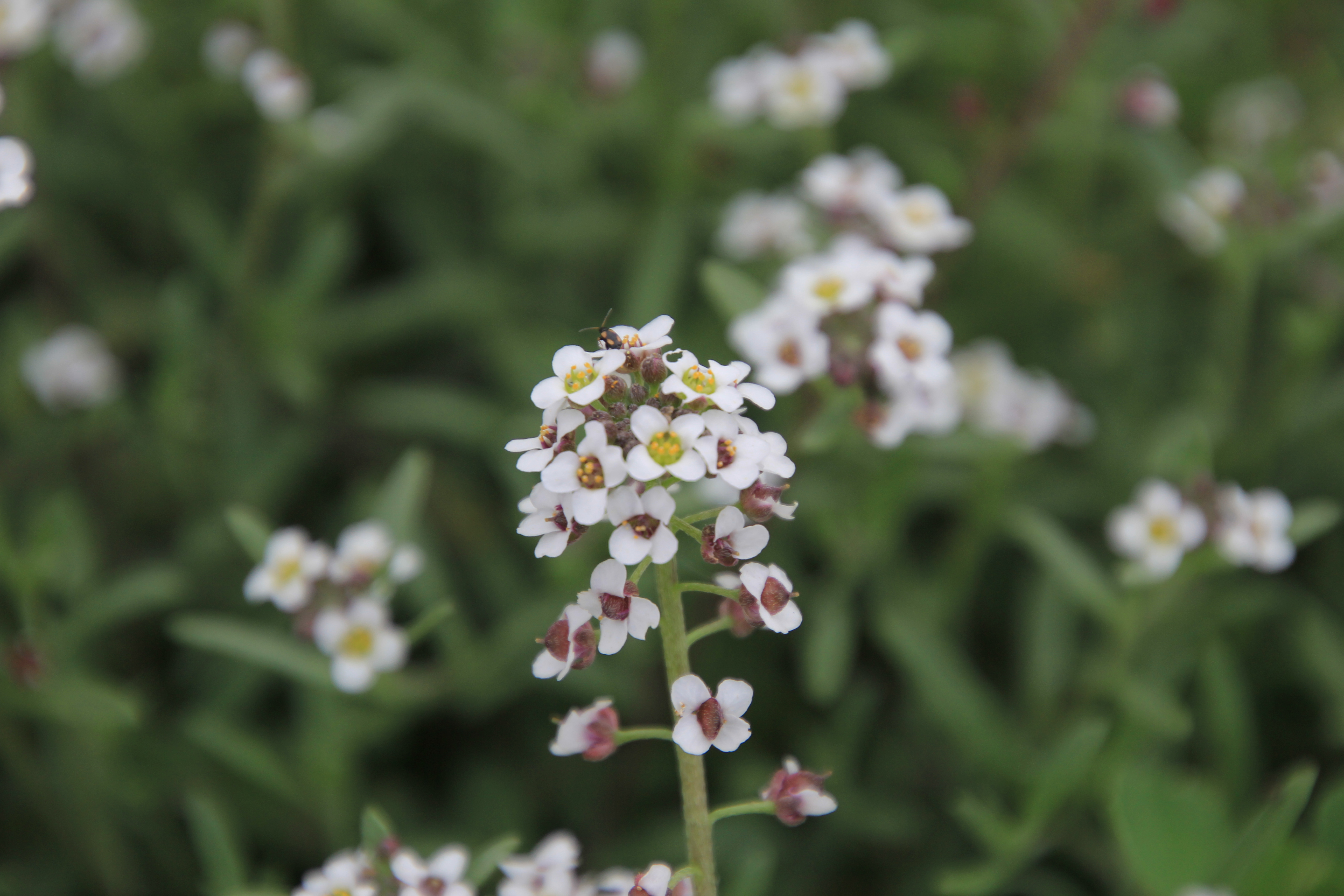